# ديفيد أوبراين (سياسي)
ديفيد أوبراين (بالإنجليزية: David O'Brien)‏ هو سياسي أسترالي، ولد في 2 سبتمبر 1970 في ملبورن في أستراليا. حزبياً، نشط في الحزب الوطني الأسترالي. وقد انتخب عضو المجلس التشريعي الفيكتوري.